# Osveta
Osveta je svjesno činjenje štete drugom pojedincu ili skupini kojim se pokušava uzvratiti nanesena bol, uvreda ili gubitak, štetni čin - (stvarni ili percipirani) - za koji se smatra odgovornim taj isti pojedinac ili skupina. Osoba koja vrši osvetu (osvetnik ili osvetnici) su u tome prije svega motivirani vlastitim shvaćanjem pravde, odnosno osjećajem bijesa i tuge izazvane djelom koje nastoje osvetiti, a za koje vjeruju da će nestati ako se uspostavi svojevrsna "ravnoteža", odnosno počinitelj bude kažnjen na isti ili još gori način.  
Žudnja za osvetom predstavlja jednu od najuniverzalnijih i najiskonskijih ljudskih osjećaja, i brojna društva su razvila kompleksne običaje, a kasnije i pravo, u nastojanju da je koliko-toliko reguliraju, spriječe ili otklone neke od njenih neželjenih posljedica (najčešće u obliku eskalacije i stvaranja neprekidnog ciklusa nasilja kao što je npr. krvna osveta). U istu svrhu su i neke religije stvorile koncepte prema kojima osvetu ne može izvršiti običnihsmrtnik na ovom svijetu, odnosno da takvu vrstu pravde mogu postići jedino božanstva. 
Koncept opraštanja i uzdržavanja od osvete kao jedne od najplemenitijih ljudskih vrlina. 
Iako se koncept osvete službeno odbacuje kao "primitivan" i izuzetno društveno opasan, pa tako i kaznena prava mnogih država daju teže kvalifikacije krivičnim djelima počinjenima iz osvete, ponekad se koristi i u međunarodnoj politici, odnosno čak i najmodernije države ponekad vrše vojne akcije čija je jedina svrha simbolička odmazda.
Osveta, s druge strane, često predstavlja jedan od najpopularnijih motiva književnih i umjetničkih djela, te vrlo često predstavlja glavnu motivaciju protagonista. Grigor Vitez je iz osvete napisao pjesmu "Kako živi Antuntun" prema stvarnoj osobi Antunu Tunu, koji je živio u Donjoj Kovačici kraj Bjelovara. On je izvrijeđao Grigora Viteza kada je on sakupljao "obaveze" (žito iz seljačkih zaliha) u ime Komunističke partije nakon Drugog svjetskog rata, a Grigor Vitez mu je zauzvrat napisao i posvetio pjesmu, kako bi mu se narugao.